# Wosnytschi
Wosnytschi (ukrainisch Возничі; russisch Возничи Wosnitschi) ist ein Dorf in Polesien im Norden der ukrainischen Oblast Schytomyr mit etwa 200 Einwohnern (2001).
Die an der Grenze zu Belarus liegende Ortschaft befindet sich auf einer Höhe von 159 m am Ufer der Slawetschna, einem 158 km langen, rechten Nebenfluss des Prypjat, 18 km nördlich vom Gemeindezentrum Slowetschne (Словечне), 45 km nordwestlich vom Rajonzentrum Owrutsch und 175 km nördlich vom Oblastzentrum Schytomyr.

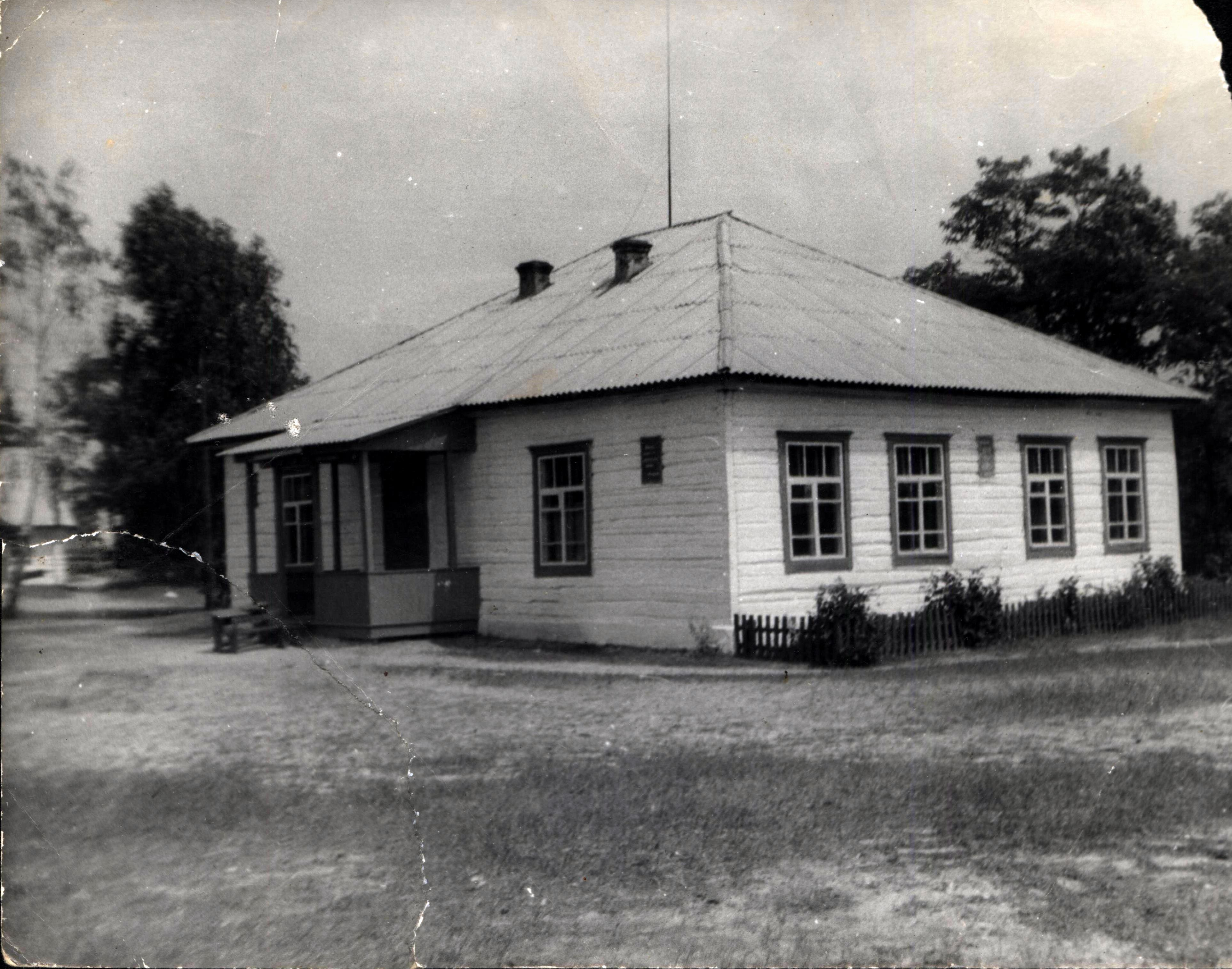
Dorfschule (vor 1986)

Das 1771 gegründete Dorf lag zu Beginn des Deutsch-Sowjetischen Krieges an der Stalin-Linie. 1941 wurde die Ortschaft von der Wehrmacht besetzt und Ende 1942 wurde Wosnytschi von den Deutschen niedergebrannt. Am 18. November 1943 wurde das Dorf von Truppen der 1. Ukrainischen Front und Partisanen während der Kiewer Strategischen Offensive befreit. Die nach dem Krieg wieder aufgebaute Ortschaft wurde durch die Nuklearkatastrophe von Tschernobyl (1986) kontaminiert, sodass viele Bewohner das Dorf, das Mitte der 1980er Jahre etwa 215 Einwohner besaß, verließen.
Am 7. Juli 2017 wurde das Dorf ein Teil der neugegründeten Landgemeinde Slowetschne, bis dahin war es ein Teil der Landratsgemeinde Lutschanky im Norden des Rajons Owrutsch.
Am 17. Juli 2020 kam es im Zuge einer großen Rajonsreform zum Anschluss des Rajonsgebietes an den Rajon Korosten.